# 慶余年 〜麒麟児、現る〜
『慶余年 〜麒麟児、現る〜』（けいよねん きりんじあらわる、英語: Joy of Life）は、2019年11月に放映された中国のテレビドラマ。猫膩（マオニー）の長編小説『慶余年』が原作。全46話。監督は孫皓（スン・ハオ）が務め、チャン・ルオユン、リー・チン、チェン・ダオミン、シン・ジーレイ、ウー・ガン、シャオ・ジャン、リー・シャオラン、リー・チュン、ソン・イー、ティエン・ユーらが出演する。
続編『慶余年2〜麒麟児、挑む〜』が2024年5月16日に放送開始された。

## 登場人物

### 主要人物
范閑（ファン・シエン）
演 - チャン・ルオユン
慶帝、葉輕眉の私生子
林婉児（リン・ワンアル）
演 - リー・チン
林相、李雲睿の私生女
慶帝
演 - チェン・ダオミン
南慶の皇帝
海棠朵朵（ハイタンドゥオドゥオ）
演 - シン・ジーレイ
北斉の聖女
陳萍萍（チェン・ピンピン）
演 - ウー・ガン
南慶の監察院院長。
言氷雲（イエン・ビンユン）
演 - シャオ・ジャン

李雲睿（リー・ユンルイ）
演 - リー・シャオラン
南慶の長公主。林婉児の母。
司理理（スー・リーリー）
演 - リー・チュン
北斉の間諜
范若若（ファン・ルオルオ）
演 - ソン・イー

王啓年（ワン・チーニエン）
演 - ティエン・ユー
監察院一処の文書。

## 話数
| シーズン | シーズン | 話数 | 話数 | 発売期間       | 発売期間      |
| シーズン | シーズン | 話数 | 話数 | 初回発売       | 最終回発売    |
| -------- | -------- | ---- | ---- | -------------- | ------------- |
|          | 1        | 46   | 46   | 2019年11月26日 | 2020年1月15日 |

## 主題歌

### 中国大陸
| -  |                                  |                     |                     |      |
| #  | タイトル                         | 作詞                | 作曲・編曲          | 歌手 |
| 1. | 「一念一生」(エンディングテーマ) | 李健 （ 中国語版 ） | 李健 （ 中国語版 ） | 李健 |
| 2. | 「余年」(プロモーション曲)       | 呂景亜              | 陳詩牧              | 肖戦 |